# The Square (2013)
The Square (arabisch الميدان, Al-Midan, arab. für „Der Platz“) ist ein ägyptisch-US-amerikanischer Dokumentarfilm von Jehane Noujaim aus dem Jahr 2013, der die Krise in Ägypten thematisiert. Den Auftakt bilden die Demonstrationen auf dem Tahrir-Platz 2011. Der Film erhielt 2014 eine Oscar-Nominierung als bester Dokumentarfilm. Darüber hinaus gewann er drei Emmys bei den 66. Primetime Creative Arts Emmy Awards.

## Inhalt
Der Film thematisiert die Geschehnisse rund um den Kairoer Midan at-Taḥrir, dem Platz, der 2011 zum Symbol des ägyptischen Volksaufstands wurde. Dort begegnen sich drei Protagonisten aus unterschiedlichen Lebenswelten. Während der eine aus armen Verhältnissen stammt, ist der zweite gut situiert. Der Dritte ist Anhänger der Muslimbruderschaft. Sie alle eint der Wunsch, die Herrschaft von Hosni Mubarak zu beenden. Als dieser nach 18-tägigen Massenprotesten seinen Rücktritt erklären lässt, herrscht zunächst Euphorie. Mubaraks Nachfolger, Mohamed Mursi, gilt für viele als Hoffnungsträger, für andere ist er nur ein weiterer islamistischer Diktator.

## Veröffentlichung
The Square hatte seine Premiere am 18. Januar 2013 beim Sundance Film Festival, wo er in der Dokumentarfilm-Kategorie den Publikumspreis gewann. Da die Revolution im Sommer 2013 noch lief, aktualisierte Noujaim das Ende des Films im Verlauf des Jahres. Im September 2013 wurde der Film beim Toronto International Film Festival zudem mit dem People’s Choice Award ausgezeichnet (Kategorie Dokumentarfilm). Die Produktion wurde in der jeweiligen Sprache der Darsteller aufgenommen (hauptsächlich Arabisch) und mit englischen Untertiteln gezeigt.
Der Film wurde in den USA am 17. Januar 2014 auf Netflix und in ausgewählten Kinos veröffentlicht. Die Freigabe über Netflix wurde von Jehane Noujaim und Produzent Karim Amer bewusst initiiert, um auch interessierten Ägyptern den Zugang zum Film zu ermöglichen. Im Februar 2014 lief der Film im Forum der Internationalen Filmfestspiele Berlin, wo er den Amnesty International Filmpreis erhielt.

## Rezeption

### Kritik
The Square erhielt überwiegend Zustimmung. Bei der Kritik-Website Rotten Tomatoes sind 100 % der Kritiken positiv bei insgesamt 60 Kritiken. Bei Metacritic erhält der Film eine Bewertung von 84/100, basierend auf 21 Kritiken.
A.O. Scott von The New York Times schrieb: „The Square, während er die grausige Kollision utopischer Hoffnungen und politischer Realitäten aufzeichnet, ist kein verzweifelter Film. Er schließt mit dem Hinweis auf Entschlossenheit, begründet in dem Zugeständnis, dass politische Veränderung ein langer, schleppender Prozess sein kann.“ („The Square, while it records the gruesome collision of utopian aspirations with cold political realities, is not a despairing film. It concludes on a note of resolve grounded in the acknowledgment that historical change can be a long, slow process.“)
The Chicago Tribune beschrieb den Film als „einen fesselnden Blick auf die Abfolge der Revolutionen und Gegenrevolutionen in Ägypten seit dem Beginn 2011“. The Washington Post meinte, der Film sei „elegant fotografiert und strukturiert, aber mit roher, spontaner Energie durchsetzt; global in seinem Bewusstsein, aber innig in seinem Anliegen; behutsam aufgebaut, aber emotional zerreißend; tiefgreifend aufwühlend, aber letztendlich berauschend.“
Einige Stimmen in den USA bemängelten hingegen, dass The Square den Sturz Mursis beschönige und nicht ausreichend darstelle, mit welcher Gewalt die ägyptischen Sicherheitskräfte im Anschluss gegen die Muslimbrüder vorgegangen seien.

### Auszeichnungen
The Square erhielt den Publikumspreis in der Kategorie „World Cinema Documentary“ beim Sundance Film Festival 2013 und den Best Feature Award von der International Documentary Association. Auf der Berlinale 2014 wurde er mit dem Amnesty International Filmpreis ausgezeichnet. Er wurde zudem bei der Oscarverleihung 2014 in der Kategorie „Bester Dokumentarfilm“ nominiert. Außerdem erhielt er drei Emmys für Kamera, Regie und Schnitt einer nichtfiktionalen Sendung.